# Westland Lysander
Westland Lysander var et britisk observations- og let forbindelsesfly fra 2. verdenskrig. Det opnåede berømthed for sin evne til at lette og lande fra korte, uforberedte baner samt for dets anvendelse af S.O.E. til at in- og exfiltrere det tyskbesatte Frankrig med agenter. Britiske fly til nærstøtte for hæren fik typisk navn efter feltherrer, i dette tilfælde spartaneren Lysandros.
S.O.E.s Lysanders fløj på måneløse nætter efter kompasset og blev dirigeret ned af modstandsbevægelsens fakler. 1 til 2 personer kunne flyves ud og meget få i RAF anede om flyvningerne. Da Westland Lysander ligner de tyske Henschel Hs 126, blev en del S.O.E.-Lysanders nedskudt af RAF's Mosquito-natjagere.
- Wikimedia Commons har flere filer relateret til Westland Lysander

| Luftfart | Spire Denne artikel om flyvning er en spire som bør udbygges. Du er velkommen til at hjælpe Wikipedia ved at udvide den. |